# Liste von Revolvern
Dies ist eine unvollständige Liste von Revolvern.
Hinweis: Eine Übersicht von Handfeuerwaffen nach Typen, Anwendergruppen und alphabetischer Sortierung findet sich unter:
- Liste der Handfeuerwaffen.

- Liste von Pistolen

- Liste von Selbstladepistolen gemäß den Kennblättern fremden Geräts D 50/1 (eine Sonderliste zu Beutewaffen der Wehrmacht).

In diese Liste werden nur seriengefertigte Revolver aufgenommen.

## Liste von Vorderlader-Revolvern
In die Liste von Vorderlader-Revolvern werden nur von vorne zu ladende Revolver, wie Bündelrevolver, Collier-Revolver und Perkussionsrevolver aufgenommen.
| Name                                                                                                | Hersteller                                        | Bild | Munition                                                                                              | Kammern | Land                       | Jahr                                                       | Anmerkungen |
| --------------------------------------------------------------------------------------------------- | ------------------------------------------------- | ---- | --- | ------- | -------------------------- | ---------------------------------------------------------- | --- |
| Allen & Wheelock M1861 Revolver                                                                     | Allen & Wheelock                                  |      | .44                                                                                                   | 6       | Vereinigte Staaten         | 1861 bis 1862                                              | |
| Beaumont-Adams-Revolver, Adams-Deane                                                                | Robert Adams (Manager), Georg & Deane             |      | .442                                                                                                  | 5       | Vereinigtes Königreich     | 1862 bis 1880                                              | (500 Stück auch in Deutschland für die Preußische Marine hergestellt 1869-1870 bei Schmidt & Habermann in Suhl unter Lizenz) |
| Butterfield Army Revolver                                                                           | Krider & Company, Erfinder: Jesse Butterfield     |      | .41                                                                                                   | 5       | Vereinigte Staaten         | 1861 bis 1862                                              | |
| Colt Army Model 1860                                                                                | Colt's Manufacturing Company                      |      | .44                                                                                                   | 6       | Vereinigte Staaten         | 1860 bis 1873                                              | |
| Colt M1861 Navy                                                                                     | Colt's Manufacturing Company                      |      | .38 short                                                                                             | 6       | Vereinigte Staaten         | 1861 bis 1873                                              | |
| Colt Paterson Revolver, Colt Holster Model Paterson Revolver No. 5, auch „Texas Paterson“           | Patent Arms Manufacturing Company                 |      | .38 bis .36                                                                                           | 5       | Vereinigte Staaten         | 1836 bis 1842                                              | |
| Colt Paterson Belt (No. 2 und No. 3)                                                                | Patent Arms Manufacturing Company                 |      | .31                                                                                                   | 5       | Vereinigte Staaten         | 1836 bis 1842                                              | |
| Colt Paterson Pocket No. 1                                                                          | Patent Arms Manufacturing Company                 |      | .28                                                                                                   | 5       | Vereinigte Staaten         | 1836 bis 1842                                              | |
| Colt Model 1855 Sidehammer Revolver                                                                 | Colt's Manufacturing Company                      |      | .28 und .31                                                                                           |         | Vereinigte Staaten         | 1855 bis 1870                                              | |
| Collier Patent Flintlock Revolver                                                                   | Elisha Collier                                    |      | .47 inch calibre                                                                                      | 5-7     | Vereinigte Staaten         | ca. 1818                                                   | |
| Colt Pocket Perkussions Revolver                                                                    | Colt's Manufacturing Company                      |      | .31 (konisches Geschoss), .320, später .36                                                            | 6       | Vereinigte Staaten         | 1847 bis 1873                                              | |
| Colt Whitney-Walker                                                                                 | Colt's Manufacturing Company                      |      | .44                                                                                                   | 6       | Vereinigte Staaten         | 1847                                                       | |
| Colt 1851 Navy Revolver                                                                             | Colt's Manufacturing Company                      |      | .36                                                                                                   | 6       | Vereinigte Staaten         | 1851 bis 1873                                              | |
| Colt Dragoon Revolver                                                                               | Colt's Manufacturing Company                      |      | .44                                                                                                   | 6       | Vereinigte Staaten         | 1848 bis 1865                                              | |
| "Colt" Brevete Revolver-Familie                                                                     |                                                   |      | |         | in verschiedensten Ländern | 1840er bis 181860er                                        | |
| Kerr's Patent Revolver                                                                              | London Armoury Company                            |      | .44, .54, .36                                                                                         |         | Vereinigtes Königreich     | 1859 bis 1866                                              | |
| Wells Fargo Colt Revolver                                                                           | Colt's Manufacturing Company                      |      | |         | Vereinigte Staaten         |                                                            | |
| Colt Police                                                                                         | Colt's Manufacturing Company                      |      | |         | Vereinigte Staaten         |                                                            | |
| LeMat Perkussionsrevolver                                                                           | Birmingham Small Arms Company                     |      | .42 und 16 Gauge Schrot                                                                               |         | Vereinigte Staaten         | 1856 bis 1865                                              | |
| Bündelrevolver                                                                                      |                                                   |      | |         |                            | 1830er                                                     | |
| Remington Model 1858 New Model Army                                                                 | Remington Arms                                    |      | | 6       | Vereinigte Staaten         | 1863                                                       | |
| Remington Modell 1858 Navy                                                                          | Remington Arms                                    |      | .36                                                                                                   | 6       | Vereinigte Staaten         | 1858                                                       | später als „Remington Navy Conversion“ zum Hinterlader modifiziert                                                           |
| Remington Belt                                                                                      | Remington Arms                                    |      | | 6       | Vereinigte Staaten         | 1863?                                                      | |
| Remington Police Model                                                                              | Remington Arms                                    |      | .38 Rimfire                                                                                           | 6       | Vereinigte Staaten         | 1863?                                                      | |
| Remington New Model Pocket                                                                          | Remington Arms                                    |      | .31                                                                                                   | 6       | Vereinigte Staaten         | 1863?                                                      | |
| Ruger Old Army                                                                                      | Sturm, Ruger & Co                                 |      | .44                                                                                                   | 6       | Vereinigte Staaten         | 1972                                                       | |
| Spiller & Burr M1861 Revolver                                                                       | Spiller & Burr                                    |      | .36                                                                                                   |         | Vereinigte Staaten         | 1861                                                       | |
| Sisterdale Revolver                                                                                 | L.E. Tucker & Son, Doktor Ernst Kapp, Alfred Kapp |      | .44 Caliber, .36                                                                                      |         | Vereinigte Staaten         |                                                            | |
| Savage 1861 Navy                                                                                    | Savage Revolving Firearms Company                 |      | .36 Ball                                                                                              |         | Vereinigte Staaten         | 1861 bis 1862                                              | |
| Starr-Revolver                                                                                      |                                                   |      | |         | Vereinigte Staaten         |                                                            | |
| Tranter-Perkussionrevolver                                                                          |                                                   |      | .36, .44, 50, .44                                                                                     |         | Vereinigtes Königreich     | 1856                                                       | |
| Tucker & Sherrard-Revolver                                                                          | Rucker & Sherrard                                 |      | .44                                                                                                   |         | Vereinigte Staaten         | 1862                                                       | |
| Reinhard Stahl Revolver                                                                             | Reinhard Stahl                                    |      | |         | Deutschland                | von 1858 bis 1861 in den USA, 1862-1901 im Deutschen Reich | |
| Walch Revolver                                                                                      | Walch Firearms & Co.                              |      | .36                                                                                                   |         | Vereinigte Staaten         | 1859 bis 1862                                              | |
| Webley 1857 Cap & Ball                                                                              | Webley & Scott                                    |      | | 6       | Vereinigtes Königreich     |                                                            | |
| Webley Longspur-Revolverserie (drei Generationen) (erste Generation: Modelle: Small, Middle, Large) | Webley & Scott                                    |      | “Pocket” (120 bore, .338 inches), “Belt” (60 bore, .426 inches) and “Holster” (48 bore, .459 inches). |         | Vereinigtes Königreich     | ab 1853                                                    | |
| Wesson and Leavitt M1850 Dragoon-Revolver                                                           | Wesson and Leavitt                                |      | .40                                                                                                   |         | Vereinigte Staaten         | 1850                                                       | |

## Liste von Patronenrevolvern
In die Liste von Patronenrevolvern werden nur seriengefertigte Revolver aufgenommen, mit denen Patronenmunition verschossen wird.
| Name | Hersteller                                                                                        | Bild | Munition | Kammern | Land                                            | Jahr                                 | Anmerkungen |
| --- | ------------------------------------------------------------------------------------------------- | --- | --- | --- | ----------------------------------------------- | ------------------------------------ | --- |
| Apache-Revolver | Louis Dolne                                                                                       | | 7 mm Lefaucheux | 6 | Belgien                                         | ~1860 bis ~1900                      | |
| Astra Model 44 (Snubnoise Variante von John Jovino Gun Shop heißt Terminator)                                            | Astra-Unceta y Cia SA                                                                             | | .41 Magnum, .44 Magnum, .45 Long Colt | 6 | Spanien                                         | 1980–1989                            | |
| AYeK-906-01 "Nosorog" | Kovrovskij Myekhanichyeskij Zavod                                                                 | | 9mm Parabellum und andere 9 x 19 | 6 | Russland                                        | 1990er                               | |
| AAI Quiet Special Purpose Revolver                                                                                       |                                                                                                   | | 10mm QSPR | 6 | Vereinigte Staaten                              | 1970er                               | |
| Arminius Modell 8 | Waffenfabrik Friedrich Pickert                                                                    | | 7,65 mm | | Deutschland                                     | um 1900                              | |
| Arminius Modell 3 | Waffenfabrik Friedrich Pickert                                                                    | | 6,35 | | Deutschland                                     | um 1900                              | |
| Astra 680 | Astra, Unceta y Cía                                                                               | | .22 Long Rifle, .22 Winchester Magnum Rimfire, .32 Smith & Wesson Long, .38 Special | 8 | Spanien                                         | 1981                                 | |
| Beaumont-Adams-Revolver, auch Adams Revolver                                                                             | mehrere Firmen in Großbritannien und USA                                                          | | .442 (11,2 mm), .476 (11,6 mm) | 6 | Vereinigtes Königreich                          | 1862–1880                            | |
| Bayerischer Gendarmerie-Revolver Modell 1892                                                                             | Dreyses Waffenfabrik                                                                              | | .380 | | Deutschland                                     | 1892                                 | |
| Beretta Laramie | Fabbrica d' Armi Pietro Beretta S.p.A.                                                            | | .45 Long Colt, .38 Special | | Italien                                         |                                      | |
| Beretta Stampede | Fabbrica d' Armi Pietro Beretta S.p.A.                                                            | | .45 Long Colt, .357 Magnum, .38 Special | | Italien                                         |                                      | |
| Big Boy Revolver | Henry Repeating Arms                                                                              | | .357 Magnum | 6 | Vereinigte Staaten                              |                                      | |
| Bluntline-Revolver | Mehrere Hersteller (u.a. Colt, Cimarron Firearms, Uberti)                                         | | .45 Colt | 6 | Vereinigte Staaten Italien                      | 1957                                 | |
| Bodeo Model 1889 | Vielzahl von Herstellern                                                                          | | 10.35mm Ordinanza Italiana | 6 | Italien                                         | 1889 bis 1931                        | |
| Bossu Revolver | Manufacture d’armes Lepage                                                                        | | 25 ACP 8mm French Ordnance | | Belgien                                         | 1890                                 | |
| Bolte & Anschütz Kipplaufrevolver                                                                                        | Bolte & Anschütz                                                                                  | | .320 Zentralfeuer | | Deutschland                                     | um 1900                              | |
| Bolte & Anschütz Pocket Revolver 1880                                                                                    | Bolte & Anschütz                                                                                  | | .32 | | Deutschland                                     | 1880                                 | |
| British Bull Dog (teil der Webley Revolver-Reihe)                                                                        | Philip Webley & Son                                                                               | | .442 Webley, .450 Adams, .44 Bull Dog | 5 | Vereinigtes Königreich                          | 1872–1900s                           | |
| Bland-Pryse Stopping Revolver                                                                                            | Thomas Watson                                                                                     | | .577 | 5 | Vereinigtes Königreich                          |                                      | |
| BLACK WIDOW und Ultimate Black Widow                                                                                     | GARY REEDER CUSTOM GUNS                                                                           | | | | Vereinigte Staaten                              |                                      | Costum-Waffen auf Basis von Ruger-Modellen |
| Charter Arms Bulldog | Charter Arms, Doug McClenahan                                                                     | | .44 Special, .357 Magnum | 5 | Vereinigte Staaten                              | 1973                                 | |
| Cimarron Thunderer | Cimarron F.A.C                                                                                    | | .45 Colt | | Vereinigte Staaten                              |                                      | |
| Cimarron Rooster Shooter                                                                                                 | Cimarron F.A.C                                                                                    | | .45 Colt | 6 | Vereinigte Staaten                              |                                      | |
| Cimmaron Model P | Cimarron F.A.C                                                                                    | | .45 Colt, .45 ACP, .44 Special | 6 | Vereinigte Staaten                              |                                      | |
| Constabulary-Revolver oder Polizei-Revolver                                                                              | verschiedene Modelle und Hersteller                                                               | | zumeist .320 oder .380 | | Deutschland                                     | um 1900                              | |
| Colt 1851 Navy Revolver mit Conversion                                                                                   | Colt's Patent Firearms Manufacturing Co.                                                          | | .38 Randfeuer / .38 Zentralfeuer | 6 | Vereinigte Staaten                              | 1851–1873                            | |
| Colt Conversion Revolver                                                                                                 | Colt Defence                                                                                      | | | 6 | Vereinigte Staaten                              | ab 1872                              | von Colt selbst umgerüstet, um Metallpatronen bei Colt-Produkten verwenden zu können, die eigentlich fürs Vorderladen mit Schwarzpulver konstruiert worden waren. |
| M1917 Revolver | Colt Defence LLC                                                                                  | | .45 ACP | 6 | Vereinigte Staaten                              | 1917–1920                            | |
| Colt .357 | Colt Defence LLC                                                                                  | | .357 Magnum | 6 | Vereinigte Staaten                              | 1953-1961                            | |
| Colt King Cobra | Colt Defence LLC                                                                                  | | .38 Special, .357 Magnum | 6 | Vereinigte Staaten                              | 1986                                 | |
| Colt Boa | Colt Defence LLC                                                                                  | | .357 Magnum | 6 | Vereinigte Staaten                              | 1985                                 | |
| Colt Border Patrol | Colt Defence LLC                                                                                  | | .357 S & W Magnum | 6 | Vereinigte Staaten                              |                                      | |
| Colt Bisley Target Modell                                                                                                | Colt Defence LLC                                                                                  | | .45 Colt | 6 | Vereinigte Staaten                              | 1894 bis 1912                        | |
| Colt Anaconda | Colt Defence LLC                                                                                  | | .44 Magnum, .45 Colt | 6 | Vereinigte Staaten                              | 1990                                 | |
| Colt Viper | Colt Defence LLC                                                                                  | | .38 Special | 6 | Vereinigte Staaten                              | 1977                                 | |
| Colt Diamondback | Colt Defence LLC                                                                                  | | .22 LR, .38 Special | 6 | Vereinigte Staaten                              | 1966-1988                            | |
| Colt Cobra | Colt Defence LLC                                                                                  | | .38 Special, .38 Colt New Police, .32 Colt New Police, .22 LR | 6 | Vereinigte Staaten                              | 1950-1981                            | |
| Colt Courier | Colt Defence LLC                                                                                  | | .22 LR und .32 Colt NP | 6 | Vereinigte Staaten                              | 1953 bis 1956                        | |
| Colt Lawman | Colt Defence LLC                                                                                  | | .357 Magnum | 6 | Vereinigte Staaten                              |                                      | |
| Colt SAA Flattop Target                                                                                                  | Colt Defence LLC                                                                                  | | .45 | 6 | Vereinigte Staaten                              | 1888 bis 1895 einzelne bis 1928      | |
| Colt Sheriff’s Model/Storekeeper                                                                                         | Colt Defence LLC                                                                                  | | .45 | 6 | Vereinigte Staaten                              |                                      | |
| Colt Trooper | Colt Defence LLC                                                                                  | | .38 Special, .357 Magnum (1961), .22 LR | 6 | Vereinigte Staaten                              | (1953 - 1969)                        | |
| Colt Official Police | Colt Defence LLC                                                                                  | | .38 Special | 6 | Vereinigte Staaten                              | 1907–1969                            | |
| Colt Police Positive | Colt Defence LLC                                                                                  | | .32 Long/Short Colt, .32 Colt New Police (.32 S&W Long), .38 Colt New Police (.38 S&W), .32-20 Winchester ("Special" variant), .38 Special ("Special" variant), .22 S/L/LR | 6 | Vereinigte Staaten                              | 1907–1947                            | |
| Colt Police Positive Special                                                                                             | Colt Defence LLC                                                                                  | | 32 (.32 Colt New Police), (.32-20 Winchester), .38 NP (.38 Colt New Police), (.38 S&W), .38 Special | 6 | Vereinigte Staaten                              | 1907–1995                            | |
| Colt Official Police | Colt Defence LLC                                                                                  | | | 6 | Vereinigte Staaten                              |                                      | |
| Colt Officer's Model | Colt’s Manufacturing Company                                                                      | | .22 IfB, .32-20, .38 Special, .38 Long Colt | 6 | Vereinigte Staaten                              | 1904–1972                            | |
| Colt Modell Agent | Colt’s Manufacturing Company                                                                      | | | 6 | Vereinigte Staaten                              |                                      | |
| Colt M13 Aircrewman | Colt’s Manufacturing Company                                                                      | | .38 Special | 6 | Vereinigte Staaten                              | 1951 bis 1957                        | |
| Colt M1878 "Frontier" "Double Action Army"                                                                               | Colt’s Manufacturing Company                                                                      | | .32-20 WCF, .38 Long Colt, .38-40 WCF, .41 Long Colt, .44-40 WCF, .455 Webley, .45 Colt, .476 Eley | 6 | Vereinigte Staaten                              | 1878–1907                            | |
| Colt M1889 | Colt’s Manufacturing Company                                                                      | | .41 Long Colt, .38 Long Colt | 6 | Vereinigte Staaten                              | 1889–1909                            | |
| Colt M1892 | Colt’s Manufacturing Company                                                                      | | .38 Long Colt, .41 Long Colt | 6 | Vereinigte Staaten                              | 1892–1908                            | |
| Colt Long Branch | Colt’s Manufacturing Company                                                                      | | .45 Colt | 6 | Vereinigte Staaten                              |                                      | |
| Colt Python | Colt Defense LLC                                                                                  | | .357 Magnum | 6 | Vereinigte Staaten                              | 1955                                 | |
| Colt Single Action Army, auch Colt Peacemaker                                                                            | Colt’s Patent Firearms Manufacturing Company                                                      | | .45 Colt | 6 | Vereinigte Staaten                              | 1873                                 | |
| Colt Double Action Revolver Model 1877 und 1878                                                                          | Colt Defence                                                                                      | Colt Lightning | .450, .455 Webley, .476, .45 Colt, .44-40 WCF, .44 Russian, .38-40 WCF, .32-20 WC | 6 | Vereinigte Staaten                              | mit der ersten Variante ab 1877      | |
| Colt Detective Special                                                                                                   | Colt Defence LLC                                                                                  | | .32 New Police, .38 New Police, .38 Special | 6 | Vereinigte Staaten                              | 1927                                 | |
| Colt New Service Revolver                                                                                                | Colt's Patent Firearms Manufacturing Co.                                                          | | .38 Long Colt, .38 Special, .38-40 WCF, .44-40 WCF, .44 S&W Special, .45 ACP, .45 Long Colt, .450 Eley, .455, .476 Eley, .357 Magnum | 6 | Vereinigte Staaten                              | 1898-1944                            | |
| Colt New House (Weiterentwicklung des Colt House)                                                                        | Colt's Patent Firearms Manufacturing Co.                                                          | | .38, .32, .41 | | Vereinigte Staaten                              | 1880-1886                            | |
| Colt New Line | Colt's Patent Firearms Manufacturing Co.                                                          | | .22, .32, .38, .41 | | Vereinigte Staaten                              | 1873-1879                            | |
| Colt New Police Revolver (Weiterentwicklung des Colt New Line)                                                           | Colt's Patent Firearms Manufacturing Co.                                                          | | .38, .32, .41 | 6 | Vereinigte Staaten                              | 1880-1886                            | |
| Colt New Police | Colt's Patent Firearms Manufacturing Co.                                                          | | Colt .32 New Police | 6 | Vereinigte Staaten                              | 1896 bis 1907                        | |
| Colt Open Top Pocket .22 Revolver                                                                                        | Colt's Patent Firearms Manufacturing Co.                                                          | | 22-kurz, .22-lang Schwarzpulverpatronen | 7 | Vereinigte Staaten                              | 1871                                 | |
| Colt House 1871 | Colt's Patent Firearms Manufacturing Co.                                                          | | .41 rimfire | 4 | Vereinigte Staaten                              | 1871 bis 1872                        | |
| Colt Cloverleaf |                                                                                                   | (baugleich zum Colt House bis auf eine Kammer mehr) | .41 rimfire | 5 | Vereinigte Staaten                              | 1871 bis 1876                        | |
| Colt Open Top | Colt's Patent Firearms Manufacturing Co.                                                          | | .44 Henry | 6 | Vereinigte Staaten                              | 1871-1872                            | |
| Colt Shooting Master | Colt's Patent Firearms Manufacturing Co.                                                          | | .38 Special, 44 S&W Special, .45 Long Colt, .45 ACP, .357 Magnum | 6 | Vereinigte Staaten                              | 1920er-1941                          | |
| Chiappa Rhino | Chiappa Firearms                                                                                  | | .357 Magnum, 9 × 19 mm, .40 S&W | 6 | Italien                                         | 2010                                 | |
| Colombo-Ricci-Automatik-Revolver                                                                                         |                                                                                                   | | 10.4mm Italian | | Italien                                         | 1910                                 | |
| Dimancea Revolver 1885                                                                                                   | Gatling Arms Company, Birmingham                                                                  | | .38 | | Vereinigtes Königreich                          | 1885                                 | |
| Dutch Modell 1873 | E. Beaumont, Maastrich                                                                            | | 9,4 mm | | Niederlande                                     | 1873                                 | |
| Dardick Model 1500, Dardick Model 1000, Dardick Model 2000                                                               | Dardick Corporation                                                                               | | Dreieckige Dardick-Patronen sogenannte trounds | 3 Kammern, 15 Schuss Magazinkapazität (Dardick Model 1500), 10 Schuss Magazinkapazität (Dardick Model 1000), 20 Schuss Magazinkapazität (Dardick Model 2000) | Vereinigte Staaten                              | 1958                                 | |
| Dan Wesson Model 44 | Dan Wesson Firearms                                                                               | | .44 Magnum | 6 | Vereinigte Staaten                              | 1972–1989                            | |
| Deutscher Radfahrer-Revolver Stukenbrok                                                                                  | Augustus Stukenbrok Einbeck (produzierte hauptsächlich Fahrräder)                                 | | 7,65 mm, 5 mm, 6 mm und ein .380 Kaliber | | Deutschland                                     | um 1910 spätestens 1912              | |
| Dreyse/Kufahl Zündnadelrevolver                                                                                          | Waffenfabrik von Dreyse                                                                           | | Papierpatronen 0,394 (Preußischer Zoll) und verschiedene andere Kaliber | | Deutschland                                     | 1860 bis 1880er                      | |
| Ekol Viper | Ekol                                                                                              | | 6mm Flobert | | Türkei                                          |                                      | |
| FitzGerald Special | John Henry Fitzgerald                                                                             | | verschiedene Kaliber | 6 | Vereinigte Staaten                              | ab 1920 in kleiner Stückzahl         | |
| Freedom Arms Model 83 .500 WE                                                                                            | Freedom Arms                                                                                      | | .500 Wyoming Express | 5 | Vereinigte Staaten                              | 1950er                               | |
| Freedom Arms Model 97 | Freedom Arms                                                                                      | | .45 Colt, .44 Special, .41 Remington Magnum, .357 Magnum, .327 Federal, .22 Long Rifle,.17 HMR | 5-6 | Vereinigte Staaten                              |                                      | |
| Gasser M1870 | Leopold Gasser                                                                                    | | 11,3 × 36 mm R | 6 | Österreich                                      | 1870 bis 1918                        | |
| FN Barracuda | Astra-Unceta y Cia SA                                                                             | | 9×19mm Parabellum, .357 Magnum, .38 Special | | Belgien                                         | 1974 bis 1989                        | |
| Harrington & Richardson-Revolvermodelle                                                                                  | H&R 1871, LLC                                                                                     | | | | Vereinigte Staaten                              |                                      | |
| Heritage Rough Rider | Heritage Manufacturing                                                                            | | .22 LR, .22 Magnum | 6 | Vereinigte Staaten                              |                                      | |
| Heritage Barkeep Series                                                                                                  | Heritage Manufacturing                                                                            | | .22 LR, .22 Magnum | | Vereinigte Staaten                              |                                      | |
| "Hill's Patent" Stanley Bull-Dog Revolver                                                                                |                                                                                                   | | | | Vereinigtes Königreich                          | 1878                                 | von Hill patentierte Erfindung erfunden von dem Belgier Jean Mathieu Deprez-Joassart 1973                                                                         |
| High Standard .22 Revolver (z.B. JC Higgins Model 88 oder Sentinel)                                                      | High Standard Firearms                                                                            | | .22 Short, Long und Long Rifle | 9 | Vereinigte Staaten                              |                                      | |
| HW 3 | Hermann Weihrauch GmbH                                                                            | | .22 l.r., .22 Win. Mag. R. F., .32 S & W long | 6 | Deutschland                                     |                                      | |
| HW 5 | Hermann Weihrauch GmbH                                                                            | | .22 l.r., .22 Win. Mag. R. F., .32 S & W long | 6 | Deutschland                                     |                                      | |
| HW 7 | Hermann Weihrauch GmbH                                                                            | | .22 l.r., .22 Win. Mag. R. F., .32 S & W long | 6 | Deutschland                                     |                                      | |
| HW 357 | Hermann Weihrauch GmbH                                                                            | | 357. Magnum | 6 | Deutschland                                     |                                      | |
| HW 22 | Hermann Weihrauch GmbH                                                                            | | .22. l.r. | 6 | Deutschland                                     |                                      | |
| HW 9 | Hermann Weihrauch GmbH                                                                            | | 22 l.r. | 6 | Deutschland                                     |                                      | |
| HW Western Single Action                                                                                                 | Hermann Weihrauch GmbH                                                                            | | .357 Magnum, .44 Magnum und .45 Colt., .22 l.r. und .22 Win. Mag. R.F. | 6 | Deutschland                                     |                                      | |
| Iver-Johnson Revolvermodelle                                                                                             | The Iver Johnson Company motorcycle division                                                      | | verschiedene Kaliber | | Vereinigte Staaten                              | 1890 bis 1993                        | |
| IOF .32 Revolver (Indian Ordnance Factories .32 Revolver) und Modell Nirbheek (mit Titanrahmen)                          | Indian Ordnance Factory                                                                           | | .32 S & W Long | 6 | Indien                                          | 1996                                 | |
| Interarms Virginian Dragoon 44.                                                                                          |                                                                                                   | | .44 | |                                                 |                                      | |
| Kimber K6s Revolvermodelle (K6XS, DASA, K6S, K6S DCR)                                                                    | Kimber Manufacturing                                                                              | | .357 | 6 | Vereinigte Staaten                              |                                      | |
| Llama Revolver Martial                                                                                                   | Llama-Gabilondo y Cia SA                                                                          | | | 6 | Spanien                                         |                                      | |
| Llama Revolver Scorpio                                                                                                   | Llama-Gabilondo y Cia SA                                                                          | | | 6 | Spanien                                         |                                      | |
| Llama Revolver Cassidy                                                                                                   | Llama-Gabilondo y Cia SA                                                                          | | | 6 | Spanien                                         |                                      | |
| Le Protector | E. Turbiaux (Frankreich) und Chicago Firearms Co. (USA)                                           | | .32 | 7 | Frankreich Vereinigte Staaten                   | 1882 bis 1910                        | |
| Lefever Revolver, Union automatic revolver                                                                               | Union Firearms Company                                                                            | | .32 S&W | 5 | Vereinigte Staaten                              | 1909–1912                            | |
| Meriden Firearms Co. Pocket Pistol                                                                                       | Meriden Firearm Co.                                                                               | | .38 | 6 | Vereinigte Staaten                              | 1905-19018                           | |
| Merwin Hulbert 38 Double Action Revolver                                                                                 | Merwin, Hulbert & Co.                                                                             | | .38 | | Vereinigte Staaten                              |                                      | |
| Merwin & Hulbert Revolver-Familie                                                                                        | Merwin, Hulbert & Co.                                                                             | | verschieden | | Vereinigte Staaten                              |                                      | |
| Magnum Research BFR | Magnum Research                                                                                   | | .460 S&W Magnum, .500 S&W Magnum, .30-30 WCF, .444 Marlin, .45-70 Government, .410 bore | 5 bis 6 | Vereinigte Staaten                              |                                      | |
| MAS M1892 | Manufacture nationale d’armes de St-Etienne (MAS), sowie andere staatliche Arsenale               | | 8 × 27 mm R Lebel | 6 | Frankreich                                      | 1892 bis 1924                        | |
| Medusa Model 47 | Phillips & Rodgers Inc.                                                                           | | 9mm Parabellum,, .357 Magnum,, .38 Special,, .380 ACP | 6 | Vereinigte Staaten                              |                                      | |
| MIL Thunder 5 | MIL, Inc. (Munitions International Laboratory, Inc.)                                              | | .410 bore, .45 Colt | 5 | Vereinigte Staaten                              | 1992–1998                            | |
| Moore Caliber .32 Teat-fire                                                                                              | National Arms Company                                                                             | | .32 | 6 | Vereinigte Staaten                              | 1864                                 | |
| .500 Linebaugh | John Linebaugh, Bowen Classic Arms Corporation                                                    | | .348 Winchester aus der die .500 Linebaugh-Patrone hergestellt wurde | 5 | Vereinigte Staaten                              | 1986                                 | Costum-Revolver aus Ruger Redhawk |
| Bowen Classic Arms Corporation-Costum-Revolvermodelle                                                                    | Bowen Classic Arms Corporation                                                                    | | verschiedene Kaliber | | Vereinigte Staaten                              |                                      | Costum-Revolver auf Ruger-Basis |
| Lefaucheux Stiftfeuerevolver                                                                                             | Eugène Lefaucheux                                                                                 | | 10,7 mm | 6 | Frankreich                                      | 1854 bis etwa 1914                   | |
| Major Eagle |                                                                                                   | | 10mm Gummigeschosse | | Polen                                           |                                      | |
| Mauser C78-zig-zag-Revolver                                                                                              | Mauser                                                                                            | | wurden in verschiedenen Kalibern zwischen 5,6 mm Flobert und Zentralfeuerpatronen bis 11 mm hergestellt | 6 | Deutschland                                     | 1878-1890                            | |
| Manurhin MR .22 | Manurhin                                                                                          | | .22 | | Frankreich                                      |                                      | |
| Manurhin MR .32 Match Convertible                                                                                        | Manurhin                                                                                          | | .32 | | Frankreich                                      |                                      | |
| Manurhin M73 Combat | Manurhin                                                                                          | | .357, .38 Special, 9mm Parabellum | 6 | Frankreich                                      | 1973                                 | |
| Manurhin MR-73 modèle MR-38 MATCH                                                                                        | Manurhin                                                                                          | | .38 Special | 6 | Frankreich                                      |                                      | |
| Manurhin MR88 | Manurhin                                                                                          | | .357 Magnum | 6 | Frankreich                                      |                                      | |
| Manurhin MR93 | Manurhin                                                                                          | | .357 Magnum | 6 | Frankreich                                      |                                      | |
| Manurhin MR96 | Manurhin                                                                                          | | .357 Magnum | 6 | Frankreich                                      |                                      | |
| Mateba MTR-8 | Mateba                                                                                            | | .38 Special, .357 Magnum | 8 | Italien                                         | 1980er                               | |
| Mateba MTR-12 | Mateba                                                                                            | | .32 S&W Long | 12 | Italien                                         | 1980er                               | |
| Mateba MTR-14 | Mateba                                                                                            | | .22 long rifle | 14 | Italien                                         | 1980er                               | |
| Mateba Model 6 Unica | Mateba                                                                                            | | .357 Magnum, .44 Magnum, .454 Casull | | Italien                                         | 1998-2005                            | |
| Mayer & Söhne Modell 20 Revolver                                                                                         |                                                                                                   | | 6mm Flobert | | Deutschland                                     |                                      | |
| NAA Mini-Revolver-Modelle                                                                                                | North American Arms                                                                               | | .22 Magnum | 5 | Vereinigte Staaten                              |                                      | |
| NAA Ranger II | North American Arms                                                                               | | .22 Magnum | 5 | Vereinigte Staaten                              |                                      | |
| Nagant M1895 | Fabrique d'Armes Em. & L. Nagant, Lüttich Ischmasch, Ischewsk Tulski Oruscheiny Sawod (TOS), Tula | | 7,62 × 38 mm R | 7 | Belgien Russland Sowjetunion                    | 1895-1945                            | |
| New Nambu M60 | Minebea                                                                                           | | .38 Special | 5 | Japan                                           | 1960 bis 1999                        | |
| NRP9 | China North Industries Group Corporation (Norinco)                                                | | spezielles 9mm/.38 Kaliber-Geschoss, um Ge- und Missbrauch durch Gesetzesbrecher zu erschweren | 6 | Volksrepublik China                             | 2014                                 | |
| OTs-38 Stechkin | KBP Instrument Design Bureau                                                                      | | 7.62×41 mm SP-4 | 5 | Russland                                        | 2002                                 | |
| OTs-20 Gnom | KBP Instrument Design Bureau                                                                      | | 2,5 x 40 mm STs-110-Patrone, die aus einer 32-Gauge -Schrotflintenpatrone entwickelt wurde. Bleigeschosse (STs-110-04), Bleischrotpatronen (STs-110-02) und panzerbrechende Stahlkerngeschosse (STs-110) sowie drei Arten nichttödlicher Munition. | 5 | Russland                                        | 1994                                 | |
| Ordonnanzrevolver 1872                                                                                                   | Chamelot Delvigne, Rudolf Schmidt, Hersteller Pirlot Frères, Liège                                | | 10,4 mm Ordonnanzpatrone 1872 / 1878 | 6 | Schweiz Belgien                                 | 1972                                 | |
| Ordonnanzrevolver 1878                                                                                                   | J. Warnant, Belgien, Modifikationen durch Rudolf Schmidt. Eidgenössische Waffenfabrik Bern        | | 10,4 mm Ordonnanzpatrone 1878 | 6 | Schweiz                                         | 1879-1880                            | |
| Passler Model 1887 Ring Trigger Pistol                                                                                   | Passler & Seidl                                                                                   | | | | Österreich                                      | 1880er                               | |
| Pickert Arminius Modell 10                                                                                               | Waffenfabrik Friedrich Pickert                                                                    | | .32 ACP | | Deutschland                                     | 1905 bis 1940                        | |
| R7 | Fábrica de Armas Modernas                                                                         | | .22 LR | | Brasilien                                       | 1970/80er ?                          | |
| Ratnik 410x45TK |                                                                                                   | | .410bore (10.4x45mm) Spezialgeschosse | | Russland                                        | 1990er                               | |
| R-92 |                                                                                                   | | 9×18mm Makarov (R-92) .380 ACP (R-92KS) 12,3×50mmR (U-94) 12,3×40mmR (Udar-S) 12,3×22mmR PM-32 (Udar-TS) | 5 | Russland                                        | 1990er                               | |
| Rast & Gasser M1898 | Rast & Gasser, Wien-Ottakring                                                                     | | 8 × 27 mm Rast & Gasser | 6 | Österreich-Ungarn                               | 1898 bis 1918                        | |
| Radfahrer-Bulldogg-Revolver                                                                                              | Augustus Stukenbrok Einbeck (produzierte hauptsächlich Fahrräder)                                 | | Kaliber .320 short = 7 mm | 6 | Deutschland                                     | spätestens 1904                      | |
| Revolver Modell 1873 Chamelot-Delvigne                                                                                   | Manufacture d'armes de Saint-Étienne (MAS)                                                        | | 11 × 17 mm R | 6 | Frankreich                                      | 1873 bis 1886                        | |
| Revolver Modell IMI 9mm                                                                                                  | Israel Military Industries                                                                        | | 9mm Parabellum | 6 | Israel                                          | 1951 bis 1952                        | |
| Enfield Mk II | Royal Small Arms Factory                                                                          | | .476" Revolver Mk II | 6 |                                                 | 1879                                 | |
| Revolver Enfield No. 2 Mark 1                                                                                            | Royal Small Arms Factory                                                                          | | .380 British | 6 | Vereinigtes Königreich                          | 1932 bis 1957                        | |
| Revolvery ALFA steel 357 Magnum                                                                                          | ALFAPROJ                                                                                          | | .357 | | Tschechien                                      |                                      | |
| Revolvery ALFA steel 38 Special, 32 S&W                                                                                  | ALFAPROJ                                                                                          | | .38 Special | | Tschechien                                      |                                      | |
| Revolvery ALFA steel 22 WMR, 22 LR                                                                                       | ALFAPROJ                                                                                          | | .22 WMR, 22.LR | | Tschechien                                      |                                      | |
| Revolvery 38 Special, 32 S&W, 380 ALFA                                                                                   | ALFAPROJ                                                                                          | | 38 Special, 32 S&W, 380 ALFA | | Tschechien                                      |                                      | |
| Revolvery ALFA PARA 9mm Luger                                                                                            | ALFAPROJ                                                                                          | | 9mm Parabellum | | Tschechien                                      |                                      | |
| Revolvery 22 WMR, 22 LR                                                                                                  | ALFAPROJ                                                                                          | | 22 WMR, 22 LR | | Tschechien                                      |                                      | |
| Flobertky 6 mm ME-Flobert, 4 mm Randz. - Flobertka 440 kategorie C-I                                                     | ALFAPROJ                                                                                          | | 6mm Flobert | | Tschechien                                      |                                      | |
| Flobertky 6 mm ME-Flobert, 4 mm Randz. - Flobertka 461 kategorie C-I                                                     | ALFAPROJ                                                                                          | | 6mm Flobert | | Tschechien                                      |                                      | |
| Plynovky ALFA - 9 mm R Blanc, 6 mm Blanc, 22 Long Blanc - Plynovka 40 kategorie C-I                                      | ALFAPROJ                                                                                          | | | | Tschechien                                      |                                      | |
| Plynovky ALFA - 9 mm R Blanc, 6 mm Blanc, 22 Long Blanc - Plynovka 60 kategorie C-I                                      | ALFAPROJ                                                                                          | | | | Tschechien                                      |                                      | |
| Flobert Alfa 620 | ALFAPROJ                                                                                          | | 6mm Flobert | | Tschechien                                      |                                      | |
| Reiger Model 1889 | Edwin Reiger                                                                                      | | | | Österreich                                      | 1889                                 | |
| R&R SAA 6 | R & R                                                                                             | | 6mm Flobert | |                                                 |                                      | |
| Reichsrevolver M/79 | Suhl: Spangenberg & Sauer, Schilling, C. G. Haenel, Sömmerda: Dreyse, Oberndorf: Mauser           | | 10,6 × 25 mm R | 6 | Deutschland                                     | 1879                                 | |
| kurzer Reichsrevolver M/83                                                                                               |                                                                                                   | | 10,6 x 25 mm R | 6 | Deutschland                                     | 1883                                 | |
| Remington New Model Army Conversion                                                                                      | Remington Arms                                                                                    | | .46 | 6 | Vereinigte Staaten                              | 1863, ab Februar 1868 mit Conversion | |
| Remington Navy Conversion                                                                                                | Remington Arms                                                                                    | | .36 | 6 | Vereinigte Staaten                              |                                      | |
| Remington Belt Conversion                                                                                                | Remington Arms                                                                                    | | | 6 | Vereinigte Staaten                              |                                      | |
| Remington Police Model Cartridge Conversion Revolver                                                                     | Remington Arms                                                                                    | | .38 Rimfire | 6 | Vereinigte Staaten                              |                                      | |
| Remington New Model Pocket Cadrige Conversion Revolver                                                                   | Remington Arms                                                                                    | | .31 | 6 | Vereinigte Staaten                              |                                      | |
| Remington Model 1875 | Remington Arms                                                                                    | | .45 Colt .44-40 Winchester .44 Remington | 6 | Vereinigte Staaten                              | 1875–1889                            | |
| Remington 1890 | Remington Arms                                                                                    | | 44-40 Winchester | 6 | Vereinigte Staaten                              | 1890-1896                            | |
| Revolver Modell 1882, 1882/29                                                                                            | Eidgenössische Waffenfabrik, Bern                                                                 | | 7,5 mm Schweizer Ordonnanz M82 (7,5 × 22,5 mm R) | 6 | Schweiz                                         | 1882 1929 -1946                      | |
| Rossi Modell 972 | Rossi Firearms Company                                                                            | | .357 Magnum | 6 | Vereinigte Staaten                              |                                      | |
| Rossi 971 | Rossi Firearms Company                                                                            | | .357 Magnum | 6 | Vereinigte Staaten                              |                                      | |
| Rossi RM66 | Rossi Firearms Company                                                                            | | .357 Magnum | 6 | Vereinigte Staaten                              |                                      | |
| Rossi RP 63 | Rossi Firearms Company                                                                            | | .357 Magnum | 6 | Vereinigte Staaten                              | 2023                                 | |
| Rossi Modell 27 | Rossi Firearms Company                                                                            | | .38 Special | 6 | Vereinigte Staaten                              |                                      | |
| Röhm RG 12 | Röhm Gesellschaft                                                                                 | | .22 LR | 6 | Deutschland                                     |                                      | |
| Röhm RG 24 | Röhm Gesellschaft                                                                                 | | .22 LR | 6 | Deutschland                                     |                                      | |
| Röhm RG 39 | Röhm Gesellschaft                                                                                 | | 32 S&W long, .38 special | | Deutschland Vereinigte Staaten                  | 1960er                               | |
| Röhm RG 38 T | Röhm Gesellschaft                                                                                 | | .38 Special | | Deutschland                                     |                                      | |
| Röhm RG 63 | Röhm Gesellschaft                                                                                 | | .38 Special | 6 | Deutschland                                     |                                      | |
| Röhm RG 66 | Röhm Gesellschaft                                                                                 | | .22 LR | 6 | Deutschland                                     |                                      | |
| Röhm RG 10 | Röhm Gesellschaft                                                                                 | | .22 short | 6 | Deutschland                                     |                                      | |
| Röhm RG 12 | Röhm Gesellschaft                                                                                 | | .22 LR | 6 | Deutschland                                     |                                      | |
| Röhm RG 14 | Röhm Gesellschaft                                                                                 | | .22 LR | 6 | Deutschland                                     |                                      | |
| Röhm RG 23 | Röhm Gesellschaft                                                                                 | | .22 lfB | 6 | Deutschland                                     |                                      | |
| Röhm RG 31 | Röhm Gesellschaft                                                                                 | | .32 S & W | 6 | Deutschland                                     |                                      | |
| RSh-12 | KBP Instrument Design Bureau                                                                      | | 12.7×55mm STs-130 | 5 | Russland                                        | 2000                                 | |
| Ruger Wrangler | Sturm, Ruger & Co.                                                                                | | .22 lfB., .22 short (Super Wrangler .22 Magnum) | 6 | Vereinigte Staaten                              | 2019                                 | |
| Ruger Bearcat | Sturm, Ruger & Co.                                                                                | | .22 LR, .22 Long, .22 Short, .22 WMR/Magnum | 6 | Vereinigte Staaten                              | 1958                                 | |
| Ruger Blackhawk (und Nachfolger: Ruger New Model Blackhawk, Ruger New Model Super Blackhawk, New Model Blackhawk Bisley) | Sturm, Ruger & Co.                                                                                | | .30 Carbine .32 H&R Magnum/.32-20 Winchester Convertible .327 Federal Magnum 9×19mm Parabellum/.357 Magnum Convertible .357 Magnum .357 Remington Maximum 10mm Auto/.38-40 Winchester Convertible .41 Magnum .44 Special .44 Magnum .44-40 Winchester .44 Magnum/.44-40 Winchester Convertible .45 ACP/.45 Colt Convertible .45 Colt .454 Casull .480 Ruger | 6 | Vereinigte Staaten                              | 1955                                 | |
| Ruger Single-Six | Sturm, Ruger & Co.                                                                                | | .22 LR, .22 WMR, .17 HMR, .32 H&R Magnum | 6 | Vereinigte Staaten                              | 1953                                 | |
| Ruger GP100 | Sturm, Ruger & Co.                                                                                | | .22 lfB .327 Federal Magnum .357 Magnum .38 Special 10 mm Auto .44 Special | 6 | Vereinigte Staaten                              | 1985                                 | |
| Ruger SP101 | Sturm, Ruger & Co.                                                                                | | .357 Magnum.22 LR .38 Special .327 Federal Magnum 9 ×19 mm .32 H&R Magnum | 6 | Vereinigte Staaten                              | 1989                                 | |
| Ruger LCR | Sturm, Ruger & Co.                                                                                | | .22 lr .22 WMR .357 Magnum .38 Spec+9-mm-Parabellum | 6 | Vereinigte Staaten                              | 2009                                 | |
| Ruger LCRx | Sturm, Ruger & Co.                                                                                | | 22 WMR 22 LR .38 Spl +P .357 Magnum | 6 | Vereinigte Staaten                              |                                      | |
| Ruger Speed Six (klein),                                                                                                 | Sturm, Ruger & Co.                                                                                | Ruger Speed Six | .357 Magnum | 6 | Vereinigte Staaten                              | 1972-1988 (Ruger Security-Six-Reihe) | |
| Ruger Police Service Six                                                                                                 | Sturm, Ruger & Co.                                                                                | | .357 Magnum | 6 | Vereinigte Staaten                              | (teil der Ruger Security-Six-Reihe)  | |
| Ruger Service-Six (mittel),                                                                                              | Sturm, Ruger & Co.                                                                                | | .38 Special | 6 | Vereinigte Staaten                              | (teil der Ruger Security-Six-Reihe)  | |
| Ruger Security-Six (groß)                                                                                                | Sturm, Ruger & Co.                                                                                | | .357 Magnum | 6 | Vereinigte Staaten                              | (teil der Ruger Security-Six-Reihe)  | |
| Ruger GS 32 N | Sturm, Ruger & Co.                                                                                | | .38 Smith and Wesson Special, 9mm Parabellum, .357 Magnum | 6 |                                                 |                                      | |
| Ruger Redhawk | Sturm, Ruger & Co.                                                                                | | .38 Special, .357 Magnum, .41 Magnum, .44 Special, .44 Magnum, .45 Colt, .45 ACP/.45 Colt | 6 | Vereinigte Staaten                              | 1979                                 | |
| Ruger Super Redhawk | Sturm, Ruger & Co.                                                                                | | 10 mm Auto, .44 Magnum, .454 Casull, .480 Ruger, .45 Colt | 5-6 | Vereinigte Staaten                              | 1987                                 | |
| Ruger Super Redhawk Alaskan                                                                                              | Sturm, Ruger & Co.                                                                                | | .454 Casull, 44 Remington Magnum, .480 Ruger, .45 Colt | 5 | Vereinigte Staaten                              |                                      | |
| Ruger Vaquero | Sturm, Ruger & Co.                                                                                | | .357 Magnum/.38 Special .44-40 Winchester .44 Magnum/.44 Special .45 Colt | 6 | Vereinigte Staaten                              | 1993                                 | |
| Rock Island M206 |                                                                                                   | | .38 Special | |                                                 |                                      | |
| S333 Thunderstruck | Standard Manufacturing                                                                            | | .22 Winchester Magnum Rimfire | | Vereinigte Staaten                              | 2019                                 | |
| Slocum Revolver | Brooklin Arms Company                                                                             | | 32. | | Vereinigte Staaten                              | 1863-1864                            | |
| Smith & Wesson No 1 | Smith & Wesson                                                                                    | | .22 short | 7 | Vereinigte Staaten                              | 1857                                 | |
| Smith & Wesson No 1 1/2                                                                                                  | Smith & Wesson                                                                                    | | .32 | 5 | Vereinigte Staaten                              | 1865                                 | |
| Smith & Wesson No. 2 Army                                                                                                | Smith & Wesson                                                                                    | | .32 Randfeuer | 6 | Vereinigte Staaten                              | 1861 bis 1874                        | |
| Smith & Wesson No 3 | Smith & Wesson                                                                                    | | .44 Henry, .44 Russian, .45 Long Colt (sehr selten), .44-40 WCF, .38-40 WCF, .32-44, .36-44 | 6 | Vereinigte Staaten                              | 1870-1915                            | |
| Smith & Wesson Double Action Kipplauf-Revolver-Modelle                                                                   | Smith & Wesson                                                                                    | "hammerless"-Modell | .44, .38 S&W, .32 | | Vereinigte Staaten                              | verschiedene Modelle ab 1872         | |
| Smith & Wesson „Safety Hammerless Model“, Smith & Wesson New Departure (teil der S & W DA Kipplauf-Revolver)             | Smith & Wesson                                                                                    | | .38 S&W Blackpowder .32 S&W | 6 | Vereinigte Staaten                              | 1887-1940                            | |
| Smith & Wesson Model 2, Smith & Wesson .38 Single Action                                                                 | Smith & Wesson                                                                                    | | .38 S&W. | | Vereinigte Staaten                              | 1876-1911                            | |
| Smith & Wesson Airweight Modell 37                                                                                       | Smith & Wesson                                                                                    | | .38 Spec. | 6 | Vereinigte Staaten                              | 1972                                 | |
| Smith & Wesson Modell 10 (Smith & Wesson Military & Police)                                                              | Smith & Wesson                                                                                    | | .38 Long Colt .38 Special .38/200 (.38 S&W) | 6 | Vereinigte Staaten                              | 1899 bis heute                       | |
| Smith & Wesson Model 12                                                                                                  | Smith & Wesson                                                                                    | | .38 Spec. | 6 | Vereinigte Staaten                              | 1953–1986                            | |
| Smith & Wesson Model 13 Military & Police Heavy Barrel                                                                   | Smith & Wesson                                                                                    | | .357 Magnum | 6 | Vereinigte Staaten                              | 1974–1999                            | |
| Smith & Wesson Model 14                                                                                                  | Smith & Wesson                                                                                    | | .38 Special | 6 | Vereinigte Staaten                              | 1947                                 | |
| Smith & Wesson Model 15 (Combat Masterpiece), Model 67 letztere stainless steel                                          | Smith & Wesson                                                                                    | 15-4 · 15-7 · 15-4 K38 Combat Masterpiece | .38 Special | 6 | Vereinigte Staaten                              | 1949-1999                            | |
| Smith & Wesson Model 17                                                                                                  | Smith & Wesson                                                                                    | | .22 LR. | 6 | Vereinigte Staaten                              | 1947                                 | |
| Smith & Wesson Model 19 (Combat Magnum) und 66 (Combat Magnum Stainless), 68 (letzteres Stainless Steel)                 | Smith & Wesson                                                                                    | | .357 Magnum, Model 68 .38 Special | 6 | Vereinigte Staaten                              | 1957                                 | |
| Smith & Wesson Model 22                                                                                                  | Smith & Wesson                                                                                    | | .45 ACP | 6 | Vereinigte Staaten                              | 1950 bis 2007                        | |
| Smith & Wesson Model 25-2                                                                                                | Smith & Wesson                                                                                    | | .45 ACP; .45 Colt | 6 | Vereinigte Staaten                              | 1955                                 | |
| Smith & Wesson .44 Hand Ejector 1st Model New Century (Smith & Wesson Triple Lock)                                       | Smith & Wesson                                                                                    | | .44 Special & .455 Webley | 6 | Vereinigte Staaten                              | 1908-1915                            | |
| Smith & Wesson Model 27                                                                                                  | Smith & Wesson                                                                                    | | .357 Magnum | 6 | Vereinigte Staaten                              | 1935                                 | |
| Smith & Wesson (S&W) Model 28 Highway Patrolman                                                                          | Smith & Wesson                                                                                    | 28-2 | .357 Magnum | 6 | Vereinigte Staaten                              | 1954–1986                            | |
| Smith & Wesson Model 29                                                                                                  | Smith & Wesson                                                                                    | | .44 Magnum | 6 | Vereinigte Staaten                              | 1955                                 | |
| Smith & Wesson Model 34-1                                                                                                | Smith & Wesson                                                                                    | | .22 LR | | Vereinigte Staaten                              | 1958 - 1991                          | |
| Smith & Wesson Model 36 Chief`s Special                                                                                  | Smith & Wesson                                                                                    | | .38 Spec. | 5 | Vereinigte Staaten                              | 1950                                 | |
| Smith and Wesson Modell 38 Bodyguard                                                                                     | Smith & Wesson                                                                                    | | .38 Spec. und manche Modelle 357. | 5 | Vereinigte Staaten                              |                                      | |
| Smith & Wesson Modell 57                                                                                                 | Smith & Wesson                                                                                    | | .41 Magnum | 6 | Vereinigte Staaten                              | 1964–1991, 2008-                     | |
| Smith & Wesson Modell 58 Magnum                                                                                          | Smith & Wesson                                                                                    | | .41 Remington und S & W Magnum | 6 | Vereinigte Staaten                              |                                      | |
| Smith and Wesson Modell 60 Chiefs Special Stainless                                                                      | Smith & Wesson                                                                                    | | .38 S & W Special | 5 | Vereinigte Staaten                              |                                      | |
| Smith & Wesson Modell 60 (Modell 63 im Kaliber .22 LR)                                                                   | Smith & Wesson                                                                                    | | .38 Spec. oder .357 | 6 | Vereinigte Staaten                              | 1965                                 | |
| Smith and Wesson Modell 65 Military & Police Heavy Barrel Stainless                                                      | Smith & Wesson                                                                                    | | .357 Magnum | 6 | Vereinigte Staaten                              |                                      | |
| Smith & Wesson Modell 66                                                                                                 | Smith & Wesson                                                                                    | | .357 Magnum | 6 | Vereinigte Staaten                              |                                      | |
| Smith and Wesson 327 Performance Center                                                                                  | Smith & Wesson                                                                                    | | .357 Magnum | 6 | Vereinigte Staaten                              |                                      | |
| Smith and Wesson Model 329PD                                                                                             | Smith & Wesson                                                                                    | | .44 Magnum | 6 | Vereinigte Staaten                              |                                      | |
| Smith & Wesson Model 460                                                                                                 | Smith & Wesson                                                                                    | | .460 S&W Magnum, .454 Casull, .45 Colt, .45 Schofield | 5 | Vereinigte Staaten                              |                                      | |
| Smith & Wesson Model 500                                                                                                 | Smith & Wesson                                                                                    | | .500 S&W | 5 | Vereinigte Staaten                              | 2003                                 | |
| Smith & Wesson 547 Military & Police Heavy Barrel                                                                        | Smith & Wesson                                                                                    | | 9 mm Parabellum | 6 | Vereinigte Staaten                              |                                      | |
| Smith & Wesson 586 | Smith & Wesson                                                                                    | 586-7 | .357 Magnum .38 Special | 6 | Vereinigte Staaten                              | 1981                                 | |
| Smith & Wesson 610 | Smith & Wesson                                                                                    | | 10 mm Auto und .40 S & W | 6 | Vereinigte Staaten                              | 1990                                 | |
| Smith & Wesson Model 617                                                                                                 | Smith & Wesson                                                                                    | | .22 LR | je nach Modell 6-10 | Vereinigte Staaten                              |                                      | |
| Smith & Wesson Model 625                                                                                                 | Smith & Wesson                                                                                    | | .45 | 6 | Vereinigte Staaten                              |                                      | |
| Smith & Wesson 627 | Smith & Wesson                                                                                    | | .357 Magnum | 6 | Vereinigte Staaten                              |                                      | |
| Smith & Wesson 629 | Smith & Wesson                                                                                    | | .44 Magnum | 6 | Vereinigte Staaten                              |                                      | |
| Smith & Wesson Centennial-Reihe                                                                                          | Smith & Wesson                                                                                    | 642 Ladysmith, Smith & Wesson 642, Model 640, 640, Model 40 and 42, Model 442 and 642, Model 940, Model 340 and 342                                                                               | viele verschiedene Kaliberarten | 6 | Vereinigte Staaten                              | ab 1952                              | |
| Smith & Wesson 642 Ladysmith                                                                                             | Smith & Wesson                                                                                    | | .22 Long .32 H&R Magnum .38 Special .357 Magnum 9mm Parabellum | 6 | Vereinigte Staaten                              | 1902–1986                            | |
| Smith & Wesson Model 645                                                                                                 | Smith & Wesson                                                                                    | | .45 ACP | 6 | Vereinigte Staaten                              | 1985-1988                            | |
| Smith & Wesson Model 686                                                                                                 | Smith & Wesson                                                                                    | | .357 Magnum .38 Spezial +P | 6 | Vereinigte Staaten                              | 1986                                 | |
| Smith & Wesson 929 | Smith & Wesson                                                                                    | | 9 x 19 mm | 6 | Vereinigte Staaten                              |                                      | |
| Smith & Wesson 986 | Smith & Wesson                                                                                    | | 9 x 19 mm | 6 | Vereinigte Staaten                              |                                      | |
| Smith and Wesson Governor                                                                                                | Smith & Wesson                                                                                    | Gouverneur von Smith & Wesson mit einem Speedloader, beladen mit .45 Colt, einem Moonclip, beladen mit .45 ACP, und sechs Federal 2+1/2-Zoll "000" Buckshot .410 Schrotpatronen sowie Gehörschutz | .410 bore .45 ACP .45 Schofield .45 Colt | 6 | Vereinigte Staaten                              | 2011                                 | |
| Spohr GmbH L562 Modelle                                                                                                  | Spohr GmbH                                                                                        | | .357 Magnum | 6 | Deutschland                                     |                                      | |
| Spohr GmbH Club 30 RL-Revolverlinie                                                                                      | Spohr GmbH                                                                                        | | .357 Magnum, .38 Special, 9mm Parabellum | 6 | Deutschland                                     | 2021                                 | |
| Sterling Revolver | Sterling Armament Company                                                                         | | 357. Magnum und .38 Special | 6 | Vereinigtes Königreich                          | 1985                                 | |
| Typ 26 Revolver |                                                                                                   | | 9 mm japanischer Revolver | | Japan                                           | 1893–1945                            | |
| Taurus Judge | Taurus Armas SA                                                                                   | Taurus Judge 'Magnum' Edition | .410 Schrotpatronen und die .45 Colt-Patrone, .45 Schoefield und der Raging Judge auch .454 Casull | 5 | Brasilien                                       | 2006                                 | |
| Taurus Raging Bull | Taurus Armas SA                                                                                   | | .218 Bee .22 Hornet .223 Remington .30 Carbine .41 Magnum .44 Magnum .45 Colt .454 Casull .45 Colt/.410 shot shell .45 Colt/.454 Casull/.410 shot shell .480 Ruger .500 S&W Magnum 28 gauge shot shell | 5 bis 8 | Brasilien                                       |                                      | |
| Taurus Raging Hunter | Taurus Armas SA                                                                                   | | .357 Magnum, 460 S & W Magnum, 500 S & W Magnum, .44 Magnum | | Brasilien                                       |                                      | |
| Taurus 605 Polymer | Taurus Armas SA                                                                                   | | .357 Magnum Revolver | | Brasilien                                       |                                      | |
| Taurus 627 Tracker | Taurus Armas SA                                                                                   | | .357 | | Brasilien                                       |                                      | |
| Taurus Tracker 44 | Taurus Armas SA                                                                                   | | .44 Magnum | | Brasilien                                       |                                      | |
| Taurus Juge Home Defender                                                                                                | Taurus Armas SA                                                                                   | | 410 bore shells up to 3 inches, 45 Colt | | Brasilien                                       | 2023                                 | |
| Taurus Modell Forjas Taurus 66                                                                                           | Taurus Armas SA                                                                                   | | .357 | | Brasilien                                       |                                      | |
| Taurus Model 82 | Taurus Armas SA                                                                                   | | .38 | 6 | Brasilien                                       | 1982                                 | |
| Taurus Model 85 | Taurus Armas SA                                                                                   | | .38 Special +P | 6 | Brasilien                                       |                                      | |
| Taurus Modell 605 | Taurus Armas SA                                                                                   | | .357 Magnum | 6 | Brasilien                                       | 1995–heute                           | |
| Taurus Modell 731 | Taurus Armas SA                                                                                   | | .32 H&R Magnum | | Brasilien                                       |                                      | |
| Taurus 856 | Taurus Armas SA                                                                                   | | .38 Special | | Brasilien                                       |                                      | |
| Tranter .230 Patronenrevolver                                                                                            | The Tranter Gun and Pistol Factory                                                                | | .230 Tranter Rimfire | | Vereinigtes Königreich                          |                                      | |
| Tranter 1868 | The Tranter Gun and Pistol Factory                                                                | | .577 Zentralfeuer | 5 | Vereinigtes Königreich                          |                                      | |
| Uberti-Revolvermodelle                                                                                                   | A. Uberti, Srl.                                                                                   | | | | Italien                                         | seit 1959                            | Repliken von Westernwaffen |
| U-94 UDAR | KBP Instrument Design Bureau                                                                      | | 12.3x50mmR (UDAR) 12.3x40mmR (UDAR-TS) 12.3x22mmR PM32 (UDAR-S) 9x18mm Makarov, 9x17mm Short (R-92) | 5 | Russland                                        | 1994                                 | |
| USFA "Omni" Snubnose | U.S. Fire Arms Manufacturing Company                                                              | | .45 Colt | | Vereinigte Staaten                              |                                      | |
| Velo-dog, Revolver de Poche                                                                                              | Erfinder: René Galand                                                                             | | 5.75 mm Velo-Dog, .22 LR, .25 ACP | | Frankreich und andere Staaten wie z. B. Belgien | spätes 19. Jahrhundert               | |
| Webley-Fosbery Revolver                                                                                                  | George Vincent Fosbery, Webley & Scott                                                            | | .455 Webley | 6 | Vereinigtes Königreich                          | 1901 bis 1924                        | |
| Webley Mk. VI | Webley & Scott                                                                                    | | .455 Webley (11,6 × 19 mm R) | 6 | Vereinigtes Königreich                          | 1915 bis 1921                        | |
| Webley-Revolverserie | Webley & Scott                                                                                    | | | | Vereinigtes Königreich                          | 1915-1921                            | |
| Webley-Kaufmann | Webley Company                                                                                    | | | 6 | Vereinigtes Königreich                          | 1882                                 | |
| Webley RIC No. 1 Silver & Fletcher The Expert Revolver                                                                   | S.W. SILVER & Co.                                                                                 | | | 6 | Vereinigtes Königreich                          | 1884                                 | |
| Webley RIC (Royal Irish Constabulary)                                                                                    | Webley & Scott                                                                                    | | .442 Webley, .500 Tranter | 6 | Vereinigtes Königreich                          | 1868                                 | |
| Zoraki R1 (und Modell R1 K10)                                                                                            | Atak Silah                                                                                        | | 6mm und 4 mm Flobert | 9 | Türkei                                          |                                      | |
| Zoraki R2 | Atak Silah                                                                                        | | 4mm Flobert | 9 | Türkei                                          |                                      | |
| Zulaica Automatic Revolver                                                                                               | M. Zulaica y Cia.                                                                                 | | .22 Long Rifle | | Spanien                                         | 1905                                 | |
| Zella-Mehlis Arminius | Waffenfabrik Friedrich Pickert                                                                    | | 7,65mm | | Deutschland                                     |                                      | |